# 屍速列車：感染半島
是於2020年上映的韓國災難電影，由延尚昊執導。本片為2016年電影《屍速列車》的續集，由姜棟元、李貞賢、李蕊、李藝媛、權海驍、金民宰和具教煥等人領銜主演。劇情延續《屍速列車》的世界觀，講述在喪屍災難發生的四年後，整個國家喪失其功能而被孤立，朝鮮半島因為這場前所未有的災難而淪為廢墟，人們為了逃離半島而展開最後的殊死搏鬥。電影於2020年7月15日在南韓上映。

## 劇情
當神秘喪屍病毒持續在韓國蔓延時，韓國海軍陸戰隊大尉韓政錫帶著他姐姐一家三口，幸運登上美軍難民船離開淪陷的韓國。然而在航行過程中，其中一位難民受感染變成喪屍而侵襲整個船艙，政錫沒能救出姐姐和外甥東煥，僅能安慰失去妻小而崩潰的姐夫哲敏。四年後，朝鮮半島遭到永久隔離，政錫等大部分「半島難民」被安置於香港，但不管走到哪裡都會被旁人視為瘟神，只能與聚少離多的哲敏做黑工謀生。直到一天，他們共同被本地黑幫召去執行任務，回去半島的仁川廣域市在三天內協助尋回一輛滿載大量美金的食品貨車，承諾完成任務便可平分一半現金。
政錫和哲敏為求生而答應參與，與另外兩名韓國人搭船回到變成死亡廢墟的城市，四人抵達指定地點幸運地找到貨車並尋獲整車美金，然而不慎被隧道中的喪屍聽見。四人逃往對方接應的仁川碼頭過程中，遭到一夥流氓組成的民兵軍團「631部隊」伏擊，當兩名成員陣亡後，部隊長黃中士將哲敏以及整輛貨車扣為戰利品，帶回位於舊購物中心的總部；然而沒人知道車裡藏錢。哲敏則淪為「野狗」，扔進作為餘興項目的喪屍競技場中徒手對抗喪屍。統領631部隊的徐大尉無意間發現車上的錢以及哲敏的衛星電話，跟接應船隻取得聯繫後將其視為離開半島的機會。
落單的政錫被一對在當地生存的姐妹浚兒和有珍開車救走，浚兒以高超駕駛技術從羊腸小道中突圍、返回她們位於舊停車場的藏身處。政錫從姐妹倆身為前軍長的爺爺，得知他試圖聯繫一位隸屬聯合國的「珍妮」（Jane）少校，稱對方會營救受困半島的難民。政錫隨後見到姐妹倆的母親敏晶，頓時想起自己四年前陪家人逃亡當天曾與她有過一面之緣，而當時自己拒絕停車協助她們。敏晶得知政錫正在進行的任務後，決定在當天日落時與政錫一同潛入631部隊的總部取回貨車、開往碼頭、全體搭船迎向自由。政錫對她坦白四年前見過她的實情，得到她諒解後決心作出彌補。
隔晚，政錫和敏晶將浚兒、有珍和爺爺安頓在631部隊總部附近，兩人步行潛入總部停車場找到貨車，然而當時徐大尉的左右手金列兵正準備上車啟程而撞見他們，政錫從他口中得知哲敏被關後獨身進去救他。徐大尉隨後趕來撞見敏晶後發生交火，敏晶及時發動貨車撞昏他，取走他的衛星電話。政錫趁亂跑入競技場救出哲敏，然而在帶他突圍過程中受到黃中士以及從競技場中逃出來的喪屍阻擋。哲敏縱身跑出去將槍遞給陷入困境的政錫，自己卻死於黃中士槍下，目睹姐夫喪生的政錫陷入悲憤，一夫當關衝出去殺敵，而敏晶開貨車撞進總部後將他救離。
政錫和敏晶離開過程中一度遭喪屍堵路，浚兒開車引開喪屍讓他們突圍。兩車全速開往仁川碼頭，黃中士則率領車隊追趕，恢復清醒的徐大尉槍殺金列兵後也尾隨在後。浚兒靠沿路障礙與路邊喪屍擺脫部分追兵，最後僅剩黃中士開車窮追不捨，政錫刻意將他引向一座堆滿大量喪屍的行人天橋，經過時開槍打碎天橋窗釋出成群喪屍，導致黃中士直接衝進喪屍群而受包圍等死。即將抵達碼頭時，徐大尉開車截住她們，並挾持浚兒命令政錫和敏晶交出貨車。有珍用遙控車轉移徐大尉注意而幫姐姐脫身，但徐大尉轉身剛要對有珍開槍，爺爺替有珍擋下一槍而受重傷。徐大尉趁機擊傷敏晶後開貨車直奔接應船，然而才剛上船，黑幫直接對他開數槍而準備獨吞現金。臨死的徐大尉不甘心對方卸磨殺驢，用最後的力氣將貨車倒車卡住貨艙門，使尾隨在後的大量喪屍湧入血洗整艘船。
爺爺與家人道完別後傷重離世，而一架聯合國軍隊的契努克直升機看到她們的煙火信號而在碼頭降落。為使政錫和女兒們能平安跑上直升機，受腿傷的敏晶決定自我犧牲，坐上一輛舊貨車、連續按喇叭使附近的喪屍圍過來。浚兒發現直升機的指揮官就是爺爺長期聯繫的珍妮少校，懇求她幫忙拯救母親，然而對方不願冒險。政錫頓時想起哲敏給過他“要嘗試救人”的忠言，這次不再猶豫而獨自跑回去救敏晶。當時準備自盡的敏晶聽見女兒的呼喊，奮力突圍、受政錫掩護而重回女兒懷抱，一行人平安搭上直升機逃離半島。

## 演員
| 演員        | 角色     | 介紹 |
| 姜棟元      | 韓政錫   | 前韓國海軍陸戰隊大尉，災情初期陪家人幸運登上難民船，然而卻沒能救出姐姐和外甥。四年來以「半島難民」身份生活在香港，這段期間飽受罪惡感折磨，無意間跟姐夫哲敏共同參與回國的危險任務。 |
| 李貞賢      | 敏晶     | 育有兩女的母親，她們一家因政錫及諸多民眾拒絕幫助而未能搭上難民船而滯留於半島。原本跟631部隊共同生活，直到受不了他們泯滅人性的行徑而帶著女兒與爺爺淪為「野狗」，獨自在外生活。      |
| 李蕊        | 浚兒     | 敏晶的大女兒，獨立勇敢，為了生存磨練出高超駕駛能力，即使是行駛羊腸小道或是遭遇障礙都能輕鬆脫困。                                                                                   |
| 李藝媛      | 有珍     | 敏晶的小女兒，天性樂觀善良，喜歡玩遙控車，以此作為誘敵和偵查手段。 |
| 權海驍      | 爺爺     | 敏晶的公公，也是浚兒和有珍的爺爺，曾是軍隊師長，經常使用通訊設備與外界聯繫，總是聲稱有一名「珍妮」少校會過來拯救他們。                                                             |
| 金民宰      | 黃中士   | 631部隊的第3小隊隊長，受惡劣環境影響，導致行事極為野蠻、兇殘，帶領手下四處燒殺搶掠、將喪屍視為娛樂和消遣。                                                                         |
| 具教煥      | 徐尚勳   | 前軍隊大尉，631部隊的指揮官，但與黃中士不和，對於生活現況感到絕望，得知政錫一行人的計劃後將其視作唯一出路。                                                                        |
| 金道允      | 哲敏     | 政錫的姐夫，在逃難過程中失去妻小，一直怪罪政錫沒有嘗試救她們。生活在香港期間變得失魂落魄，直到四年後跟政錫共同參與收錢任務。                                                       |
| 张少妍      | 政錫姐姐 | 哲敏的亡妻，好不容易在弟弟政錫安排的撤離下搭上難民船，卻不幸遭遇喪屍乘客襲擊而死。                                                                                                 |
| 文佑鎮      | 東煥     | 哲敏的年幼兒子，在難民船上期間被喪屍乘客襲擊，被咬到後受感染一同屍變，為政錫和哲敏留下難以抹去的痛苦。                                                                             |
| 金圭白      | 金列兵   | 631部隊的一員，負責物資分配，走路瘸腿，需要靠拐杖行走，徐大尉僅有的忠誠者。 |
| 貝拉·拉希姆 | 珍妮少校 | 聯合國的少校，常被爺爺提起是會救援他們一家人的少校。 |

## 製作

### 發展
在《屍速列車》獲得成功後，導演延尚昊對於拍攝續集一事「相當期待」，而前集男主角孔劉也曾向導演提議，建議續集的劇情可變成喪屍的馬東石敘事觀點，他稱「這或許能帶給《屍速列車》不同的感受」。後來，在韓國媒體報導了《屍速列車》續集的進展後，延尚昊證實了正在企劃《屍速列車》的第二部電影，故事同樣以喪屍病毒為主軸，但與前作沒有直接關聯，僅在時間軸上接續了《屍速列車》，將講述喪屍病毒蔓延至剩下的安全地帶釜山地區的故事。但延尚昊也暗示也許將用兩種不同的方式來展開故事：一種是以喪屍的第一人稱敘述角度來呈現，一種則是專注於原故事線，不過他表示目前《半島》尚處在初期製作階段，將以2019年上半年拍攝為目標準備中。

### 選角
早些時候，孔劉表示有意繼續參演續集並希望自己能以喪屍的身份回歸故事，延尚昊對此則回應「徐碩宇在跳下火車時已經斷頭身亡」透露不太可能再沿用此角色，而馬東石可能擔任主角的傳言也一併打破。接著在接受採訪時他稱《半島》將會採用全新的演員，因此儘管《半島》與《屍速列車》共享同一個虛構世界，且故事接續在喪屍病毒蔓延到曾是安全地帶的釜山之後的劇情，但《屍速列車》的主要演員孔劉、金秀安、鄭有美、馬東石、崔宇植、安昭熙與金義聖等人確定不會繼續參演續集。之後，李敏鎬和宋仲基均被認為可能加盟出演男主角，但隨後被製作公司否認。
2019年6月28日，片方在釋出電影概念海報的同時也公開了最終主演陣容，由姜棟元飾演再次踏足化為廢墟的半島的男主角韓政錫，在片中他被設定為將豁出性命與遍佈全國的喪屍展開搏鬥；李貞賢飾演留在半島上迎戰喪屍的倖存者敏靜；李蕊飾演與敏靜一同迎戰危機的少女浚兒；權海驍飾演敏靜所在群體中的年長者；金民宰和具教煥分飾率領部隊前往半島的黃中士和徐上尉。

### 拍攝
2019年6月24日開拍，同年10月12日殺青。電影的主體拍攝正式啟動，延尚昊也再度回歸執導。

## 發行
《屍速列車：感染半島》於2020年7月15日在南韓、臺灣和新加坡上映。馬來西亞於7月16日上映。香港原定7月15日上映，因2019冠狀病毒病香港疫情延後映期，並確定於8月28日上映。

### 票房
南韓方面，首日觀影人數為35.3萬人次；首週五天觀影人數為180萬人次；次週票房累計至觀影人數為286萬人次；第三週票房累計至觀影人數為343萬人次；第四週票房累計至觀影人數為369萬人次；最終觀影人次為381萬人次。
臺灣方面，首日票房為新臺幣2316萬元；首週五天票房為新臺幣1.4億元；次週票房累計至新臺幣2.5億元；第三週票房累計至新臺幣3.07億元；第四週票房累計至新臺幣3.31億元；最終全臺票房為新臺幣3.56億元。
新加坡方面，首日票房為14.7萬新加坡幣；首週五天票房為111萬新加坡幣。马来西亚方面，预映票房為52万令吉；首週票房累計至410万令吉；次週票房累計至680万令吉；第三週票房累計至850万令吉。
香港方面，首日票房為224萬港元，上映後第6日累積票房達一千萬港元，成為香港史上最賣座韓片第10位。

## 獎項及提名列表
| 年度 | 頒獎典禮               | 獎項           | 入圍者                 | 結果 |
| ---- | ---------------------- | -------------- | ---------------------- | ---- |
| 2020 | 第29屆釜日電影獎       | 最佳男配角     | 具教煥                 | 提名 |
| 2020 | 第29屆釜日電影獎       | 最佳女配角     | 李蕊                   | 獲獎 |
| 2020 | 第29屆釜日電影獎       | 攝影獎         | 李亨德、鄭基元         | 提名 |
| 2020 | 第29屆釜日電影獎       | 美術/技術獎    | VFX                    | 提名 |
| 2020 | 第29屆釜日電影獎       | 男子人氣獎     | 姜棟元                 | 獲獎 |
| 2020 | 第40屆韓國影評人協會獎 | 技術獎         | 《屍速列車：感染半島》 | 獲獎 |
| 2020 | 第40屆韓國影評人協會獎 | 攝影獎         | 《屍速列車：感染半島》 | 獲獎 |
| 2021 | 第41屆青龍電影獎       | 最佳導演       | 延尚昊                 | 提名 |
| 2021 | 第41屆青龍電影獎       | 最佳女配角     | 李蕊                   | 提名 |
| 2021 | 第41屆青龍電影獎       | 攝影獎         | 《屍速列車：感染半島》 | 提名 |
| 2021 | 第41屆青龍電影獎       | 美術獎         | 《屍速列車：感染半島》 | 提名 |
| 2021 | 第41屆青龍電影獎       | 技術獎         | 《屍速列車：感染半島》 | 提名 |
| 2021 | 第57屆百想藝術大獎     | 男子配角獎     | 具教煥                 | 提名 |
| 2021 | 第57屆百想藝術大獎     | 女子配角獎     | 李蕊                   | 提名 |
| 2021 | 第57屆百想藝術大獎     | 男子新人演技獎 | 金道允                 | 提名 |

## 軼聞
- 屍速列車2開頭災難場景，飛機機翼擦過高速公路之橋段，與先前發生於台北市之復興航空235號班機空難類似。

## 外部連結
- 《屍速列車：感染半島》在HanCinema的页面（英文）
- 互联网电影数据库（IMDb）上《屍速列車：感染半島》的资料（英文）
- Metacritic上《屍速列車：感染半島》的資料（英文）
- Box Office Mojo上《屍速列車：感染半島》的資料（英文）
- 爛番茄上《屍速列車：感染半島》的資料（英文）
- AllMovie上《屍速列車：感染半島》的资料（英文）
- 開眼電影網上《屍速列車：感染半島》的資料（繁體中文）
- Yahoo奇摩電影上《屍速列車：感染半島》的資料（繁體中文）
- 雅虎香港電影上《屍速列車：感染半島》的資料（繁體中文）
- 豆瓣电影上《屍速列車：感染半島》的資料 （简体中文）
- 时光网上《屍速列車：感染半島》的資料（简体中文）